# Nick Buckfield
Nicholas « Nick » Jean Buckfield (né le 5 juin 1973 à Crawley) est un athlète britannique, spécialiste du saut à la perche. 

## Biographie
Il se classe 8e des Jeux du Commonwealth de 1994, 7e des championnats d'Europe en salle 1996 et cinquième des championnats du monde 1997 où il franchit une barre à 5,70 m. 
Il termine au pied du podium des Jeux du Commonwealth de 2002 et 2006. Son record personnel, établi en salle le 8 février 2002 à Bad Segeberg, est de 5,81 m.
Il remporte 8 titres nationaux : 4 en plein air en 1996, 2002, 2003 et 2005, et 4 en salle en 1996, 1998, 1999 et 2002.

## Palmarès
| Date | Compétition                    | Lieu       | Résultat | Marque |
| ---- | ------------------------------ | ---------- | -------- | ------ |
| 1992 | Championnats du monde juniors  | Séoul      | 12e      | 4,90 m |
| 1994 | Jeux du Commonwealth           | Victoria   | 8e       | 5,20 m |
| 1996 | Championnats d'Europe en salle | Stockholm  | 7e       | 5,55 m |
| 1997 | Championnats du monde          | Athènes    | 5e       | 5,70 m |
| 2002 | Jeux du Commonwealth           | Manchester | 4e       | 5,50 m |
| 2006 | Jeux du Commonwealth           | Melbourne  | 4e       | 5,35 m |

## Records
| Épreuve          | Épreuve   | Performance | Lieu         | Date           |
| ---------------- | --------- | ----------- | ------------ | -------------- |
| Saut à la perche | Plein air | 5,80 m      | La Canée     | 27 mai 1998    |
| Saut à la perche | Salle     | 5,81 m      | Bad Segeberg | 8 février 2002 |